# ادریان جاردین
ادریان جاردین (انگلیسی: Adrian Jardine؛ زادهٔ ۲۳ اوت ۱۹۳۳) قایقران اهل بریتانیا است.